# Zonosaurus ornatus
Zonosaurus ornatus е вид влечуго от семейство Gerrhosauridae. Видът не е застрашен от изчезване.

## Разпространение и местообитание
Разпространен е в Мадагаскар.
Обитава градски и гористи местности, пустинни области, влажни места и плата.